# Criptismo

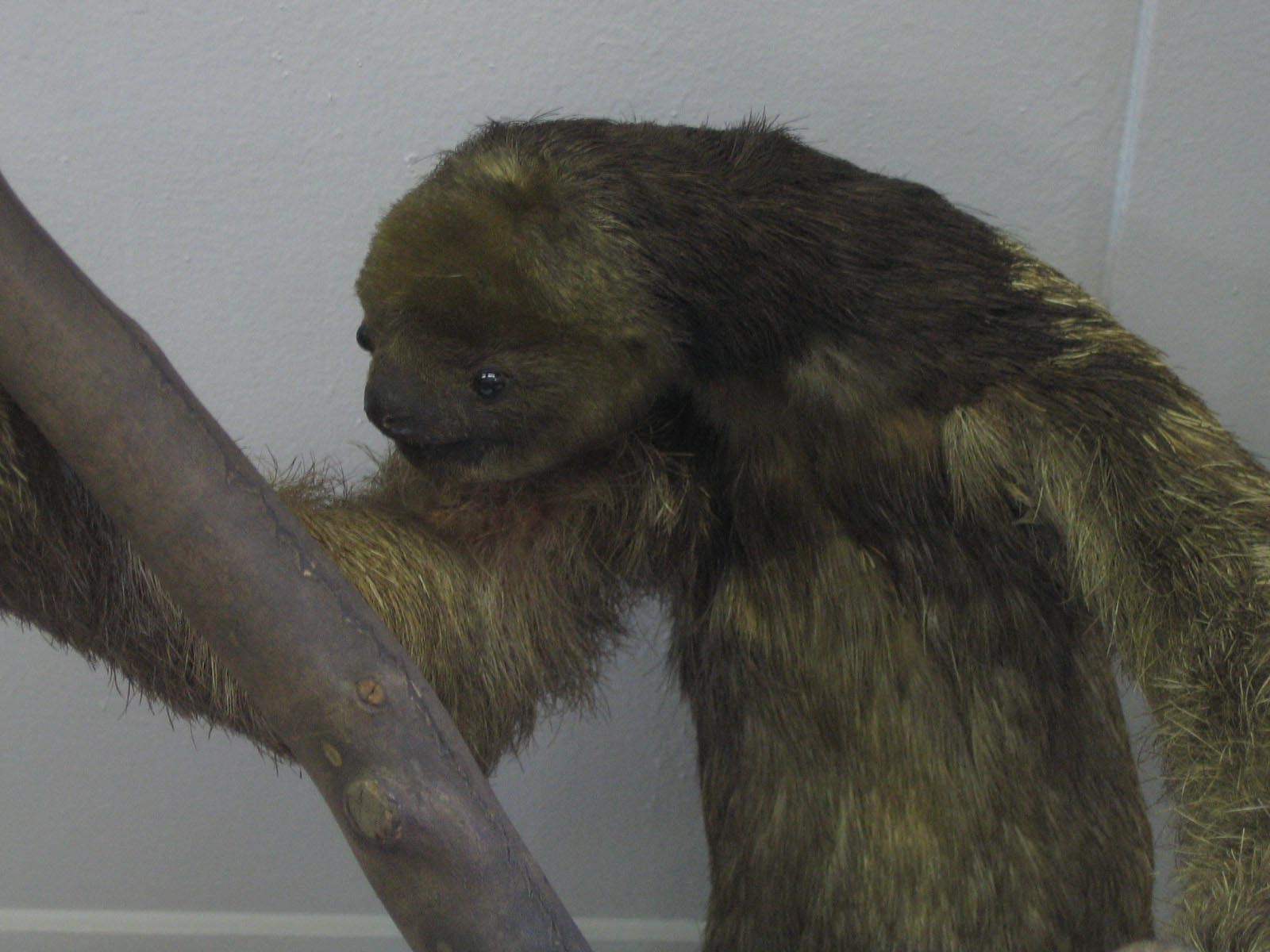
Bradipo con pelliccia verde a causa delle alghe.

Il criptismo o mimetismo criptico è la condizione nella quale un organismo tende a confondersi con l'ambiente che lo circonda, in modo da passare inosservato alla sua preda, o al suo predatore. Non deve essere confuso col mimetismo fanerico.

## Tipi di criptismo
Il criptismo può essere visivo, olfattivo e uditivo.es. vipera spinosa 

### Visivo

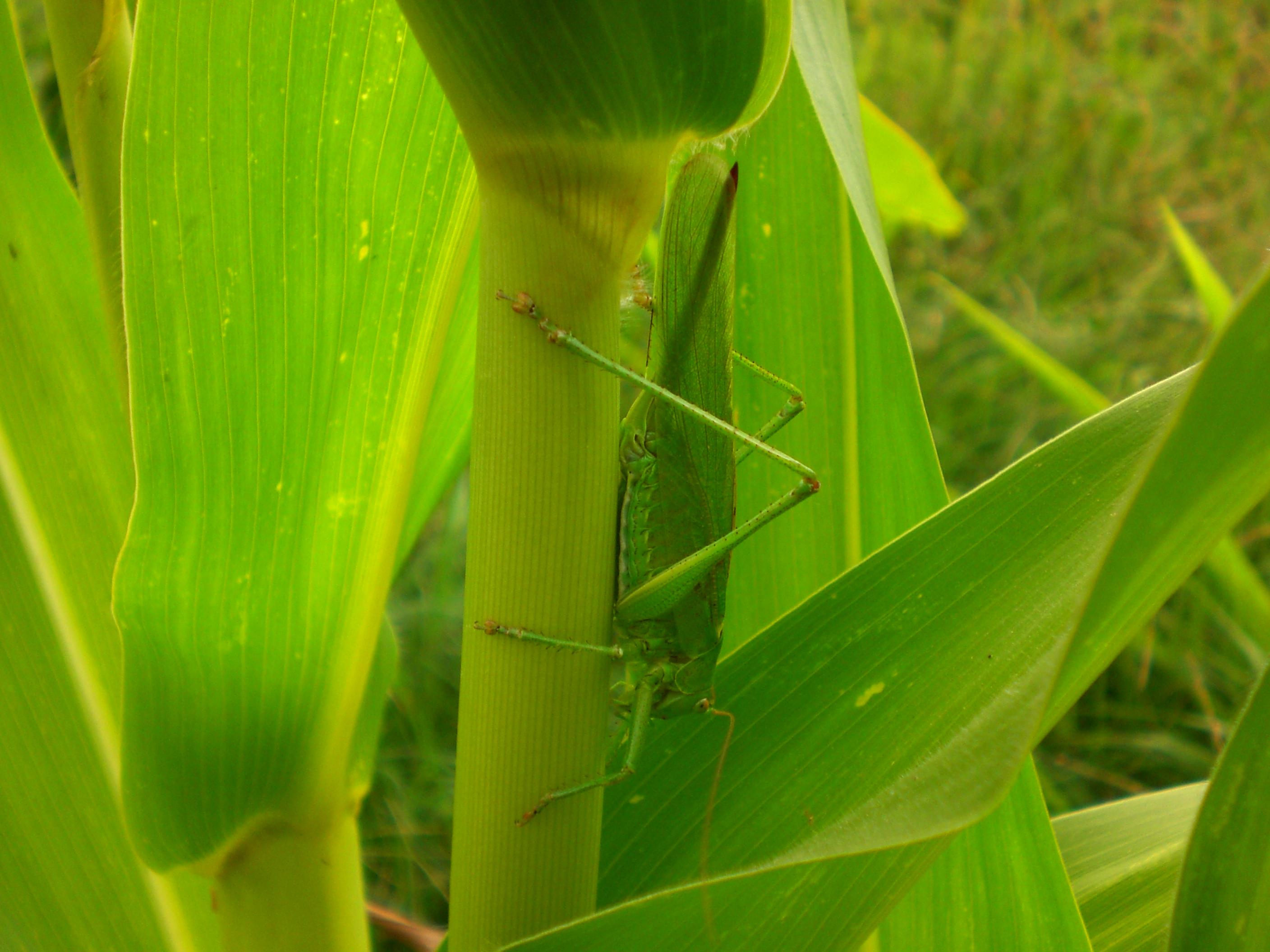
Mimetismo criptico di un ortottero su una pianta di Zea mays.

Esistono diverse classificazioni di criptismo visivo:
- in base al camuffamento: baseomomorfico, in cui si cerca di assomigliare ad un oggetto inanimato, e omocromico, dove ci si confonde con un substrato;
- in base alla durata: effimero che è quello dei camaleonti in cui la livrea cambia col tempo, e permanente, ossia quello più comune, presente nella sogliola ad esempio, dove il colore è sempre lo stesso;
- in base allo scopo: disruptive, tipico delle prede, serve a confondere il predatore (manto delle zebre), e camuffamento, grazie a ciò che può essere trovato nell'ambiente (sassolini), si cerca di sparire alla vista[1].

Anche i polpi sono in grado di cambiare il colore della propria pelle, a seconda delle esigenze (fondali), grazie ai cromatofori. Un altro tipo di criptismo è quello dell'ombra opposta, effettuato dagli animali acquatici, dove il ventre tende ad avere un colore chiaro e il dorso uno scuro, così che l'animale si confonde visto dall'alto e dal lato, grazie ai giochi di luce sulla pelle (tipico di squali, pinguini e alcuni osteitti).
Il colore bianco degli animali polari è un esempio ben evidente (vedasi orso polare o volpe artica). Esistono anche protocooperazioni che portano al criptismo: il bradipo e le alghe che gli colonizzano la pelliccia, facendolo diventare di un colore simile a quello del fondale della foresta (l'alga ci guadagna il trasporto e l'habitat umido del sottochioma), o alcune specie di granchio che strappano delle alghe dal fondale e le dispongono sul proprio carapace per occultarsi.

### Uditivo
Le falene in particolare sono in grado di assorbire, grazie ai morbidi peli che hanno sul corpo, le onde sonore prodotte dai pipistrelli insettivori con eco-localizzazione per evitare di essere riconosciute. Inoltre sono addirittura in grado di rimandare indietro suoni attribuibili ad altri oggetti (attività di "Jamming").

### Olfattivo
Altre falene della famiglia delle Sphingidae sono in grado di camuffare il proprio odore per addentrarsi in un'arnia di api e rubarne il miele. La falena imita i ferormoni delle api e non viene attaccata.